# Baranów Sandomierski (gromada)
Baranów Sandomierski – dawna gromada, czyli najmniejsza jednostka podziału terytorialnego Polskiej Rzeczypospolitej Ludowej w latach 1954–1972.
Gromady, z gromadzkimi radami narodowymi (GRN) jako organami władzy najniższego stopnia na wsi, funkcjonowały od reformy reorganizującej administrację wiejską przeprowadzonej jesienią 1954 do momentu ich zniesienia z dniem 1 stycznia 1973, tym samym wypierając organizację gminną w latach 1954–1972.
Gromadę Baranów Sandomierski z siedzibą GRN w mieście Baranowie Sandomierskim (nie wchodzącym w jej skład) utworzono – jako jedną z 8759 gromad na obszarze Polski – w powiecie tarnobrzeskim w woj. rzeszowskim na mocy uchwały nr 34/54 WRN w Rzeszowie z dnia 5 października 1954. W skład jednostki weszły obszary dotychczasowych gromad Dymitrów Duży, Dymitrów Mały, Skopanie, Siedleszczany i Suchorzów ze zniesionej gminy Baranów Sandomierski w tymże powiecie. Dla gromady ustalono 25 członków gromadzkiej rady narodowej.
Gromada przetrwała do końca 1972 roku, czyli do kolejnej reformy gminnej. 1 stycznia 1973 w powiecie tarnobrzeskim reaktywowano gminę Baranów Sandomierski.